# Cape Winelands (dystrykt)
Cape Winelands – dystrykt w Republice Południowej Afryki, w Prowincji Przylądkowej Zachodniej. Siedzibą administracyjną dystryktu jest Worcester.
Dystrykt dzieli się na gminy:
- Witzenberg
- Drakenstein
- Stellenbosch
- Breede Valley
- Langeberg